# Saint-Macoux
Saint-Macoux är en kommun i departementet Vienne i regionen Nouvelle-Aquitaine i västra Frankrike. Kommunen ligger i kantonen Civray som tillhör arrondissementet Montmorillon. År 2021 hade Saint-Macoux 478 invånare.

## Befolkningsutveckling
Antalet invånare i kommunen Saint-Macoux
| Referens: INSEE |